# Jonas Dembélé
Jonas Dembélé (ur. 15 maja 1963 w Sokoura) – malijski duchowny rzymskokatolicki, od 2013 biskup Kayes.

## Życiorys
Święcenia kapłańskie otrzymał 12 lipca 1992 i został inkardynowany do diecezji San. Pracował głównie jako duszpasterz parafialny, a w latach 2002-2008 był sekretarzem Unii Kapłanów Diecezjalnych na poziomie diecezji i kraju.
31 stycznia 2013 otrzymał nominację na biskupa Kayes. Sakry biskupiej udzielił mu 11 maja 2013 abp Martin Krebs.